# یواس‌اس استدفلد (دی‌یی-۲۹)
یواس‌اس استدفلد (دی‌یی-۲۹) (به انگلیسی: USS Stadtfeld (DE-29)) یک کشتی بود که طول آن ۲۸۹ فوت ۵ اینچ (۸۸٫۲۱ متر) بود. این کشتی در سال ۱۹۴۳ ساخته شد.